# Walter Holbrook Gaskell
Walter Holbrook Gaskell, född 1 november 1847 i Neapel, död 7 september 1914 i Great Shelford, var en brittisk fysiolog.
Gaskell, som blev medicine doktor i Cambridge 1878 och sedan 1883 var föreläsare i fysiologisk kemi vid Cambridges universitet, utförde betydande arbeten över hjärtats fysiologi, särskilt dess innervation och frågan om ursprungsorten för impulsen till hjärtats kontraktion, vilken Gaskell förlade till hjärtmuskulaturen själv. Gaskell arbeten var av stor betydelse för förståelsen av vissa hjärtsjukdomar, särskilt hjärtblock.  År 1889 erhöll han Royal Societys guldmedalj.